# Allmänna apostoliska kyrkan av Heliga Treenigheten
Den Allmänna apostoliska kyrkan (AAK) betecknar sig som en gammalkatolsk kyrka i Sverige, men utan koppling till Utrechtunionen. AAK är en gren av Independent Old Catholic Church (IOCC), som är en gammalkatolsk kyrkobildning i USA med sina rötter i den gammalkatolska kyrkan i Europa. Det är ursprungligen från den gammalkatolska kyrkan samt senare också från den Brasilianska nationalkatolska kyrkan man härleder sin apostoliska succession. 
Kyrkan har sedan ett antal år tillbaka verksamhet i Sverige med fyra församlingar. Kyrkans ledare är biskop Anders Holmwall, som också ansvarar för IOCC:s övriga församlingar i Europa medan ärkebiskopen finns i Kanada. Kyrkans prästämbete, som är det tredelade (biskop, präst och diakon), är öppet också för kvinnor. Liturgiskt står man den romersk-katolska kyrkan väldigt nära.[källa behövs]
Kyrkan har verksamhet i Stockholm, Gnarp, Eskilstuna och församlingsgrundande verksamhet i Östergötland. AAK är ett registrerat trossamfund i Sverige. 
AAK har också en församling i Italien samt en församlingsgrundande verksamhet i Tyskland. Vidare har kyrkan ett påbörjat samarbete med Philippine National Catholic Church (PhNCC), genom kontakter och materiellt stöd.